# Lawrence Brandt
Lawrence Eugene Brandt (ur. 27 marca 1939 w Charleston, w stanie Wirginia Zachodnia, zm. 8 czerwca 2025) – amerykański duchowny katolicki, biskup Greensburga w metropolii Filadelfia w latach 2004-2015.

## Życiorys
Ukończył Pontifical College Josephinum w Columbus. W roku 1966 uzyskał doktorat z filozofii na Uniwersytecie w Innsbrucku w Austrii. Kształcił się również w Kolegium Ameryki Płn. w Rzymie i Uniwersytecie Gregoriańskim. Święcenia kapłańskie otrzymał 19 grudnia 1969 w bazylice św. Piotra w Rzymie z rąk Jamesa Hickeya, ówczesnego rektora Kolegium Ameryki Płn., późniejszego kardynała. Podjął dalsze studia na Papieskiej Akademii Kościelnej, a po jej ukończeniu służył w nuncjaturach na Madagaskarze, w Niemczech, Ekwadorze i Algierii. W roku 1981 przerwał karierę dyplomaty z powodów rodzinnych i osiadł w rodzinnym kraju. Inkardynował się do diecezji Erie. W roku 1983 uzyskał doktorat z prawa kanonicznego na Uniwersytecie Laterańskim w Rzymie, ukończył również Uniwersytet Paryski i Uniwersytet we Florencji. Służył następnie jako proboszcz parafii św. Jadwigi w Erie. Prałat honorowy Jego Świątobliwości od 1991.
2 stycznia 2004 mianowany biskupem diecezjalnym Greensburga. Sakry udzielił mu kard. Justin Francis Rigali. Jednym ze współkonsekratorów był jego kolega ze studiów w Innsbrucku Donald Trautman.
24 kwietnia 2015 papież Franciszek przyjął jego rezygnację z pełnionego urzędu.